# Talhinhas
Talhinhas é uma povoação portuguesa do Município de Macedo de Cavaleiros que foi sede da extinta Freguesia de Talhinhas, freguesia que tinha 25,29 km² de área e 173 habitantes (2011), e, por isso, uma densidade populacional de 6,8 hab/km².
A Freguesia de Talhinhas foi extinta (agregada) pela reorganização administrativa de 2012/2013, sendo o seu território integrado na então criada União de Freguesias de Talhinhas e Bagueixe.
Antigamente chamada Nossa Senhora da Assunção de Talhinhas fez parte do concelho de Izeda até à extinção deste, em 1855. A partir daí passou para o concelho (atual município) de Macedo de Cavaleiros.

## População
| População da freguesia de Talhinhas | População da freguesia de Talhinhas | População da freguesia de Talhinhas | População da freguesia de Talhinhas | População da freguesia de Talhinhas | População da freguesia de Talhinhas | População da freguesia de Talhinhas | População da freguesia de Talhinhas | População da freguesia de Talhinhas | População da freguesia de Talhinhas | População da freguesia de Talhinhas | População da freguesia de Talhinhas | População da freguesia de Talhinhas | População da freguesia de Talhinhas | População da freguesia de Talhinhas |
| ----------------------------------- | ----------------------------------- | ----------------------------------- | ----------------------------------- | ----------------------------------- | ----------------------------------- | ----------------------------------- | ----------------------------------- | ----------------------------------- | ----------------------------------- | ----------------------------------- | ----------------------------------- | ----------------------------------- | ----------------------------------- | ----------------------------------- |
| 1864                                | 1878                                | 1890                                | 1900                                | 1911                                | 1920                                | 1930                                | 1940                                | 1950                                | 1960                                | 1970                                | 1981                                | 1991                                | 2001                                | 2011                                |
| 388                                 | 442                                 | 479                                 | 482                                 | 525                                 | 454                                 | 447                                 | 516                                 | 587                                 | 655                                 | 479                                 | 417                                 | 337                                 | 244                                 | 173                                 |